# Escandinavia

Los reinos de Noruega, Suecia y Dinamarca componen Escandinavia en la definición más estricta
Islandia y las Islas Feroe, por su población descendiente de escandinavos; las islas Åland, por su población étnica sueca; y Finlandia, por su conexión histórica con Suecia y su minoría escandinava, forman parte de Escandinavia en un uso amplio del término, coincidente con el concepto de países nórdicos

Escandinavia es una región geográfica y cultural del norte de Europa (aunque el vocablo se usa comúnmente también en términos idiomáticos) compuesta por los países nórdicos germánicos: Dinamarca, Noruega y Suecia, en los cuales se hablan lenguas nórdicas, también llamadas lenguas escandinavas. En algunas acepciones con matices sociopolíticos y culturales, Islandia y las Islas Feroe (nación constituyente del Reino de Dinamarca) también comparten este término, mientras que otros argumentan que desde una perspectiva geopolítica, el concepto incluye también a Finlandia. Bajo esta acepción (mayoritaria en algunos idiomas), Escandinavia es prácticamente sinónimo de los países nórdicos.
En el uso del inglés, a veces también puede referirse más estrechamente a la Península Escandinava (que excluye a Dinamarca pero incluye parte de Finlandia), o más ampliamente a todos los países nórdicos, incluyendo también a Finlandia, Islandia y las Islas Feroe.
La geografía de la región es variada: desde los fiordos noruegos al oeste y las montañas escandinavas que cubren partes de Noruega y Suecia, hasta las zonas bajas y llanas de Dinamarca al sur, pasando por archipiélagos y lagos al este. La mayor parte de la población de la región vive en las regiones meridionales, más templadas, mientras que en las septentrionales los inviernos son largos y fríos.
La región se hizo notable durante la Era Vikinga, cuando los pueblos escandinavos participaron en incursiones, conquistas, colonizaciones y comercio a gran escala, principalmente por toda Europa. También utilizaron sus drakkars, o barcos largos, para la exploración, convirtiéndose en los primeros europeos en llegar a Norteamérica. Estas hazañas llevaron a la creación del Imperio del mar del Norte, que comprendía gran parte de Escandinavia y Gran Bretaña, aunque duró relativamente poco. Escandinavia fue finalmente Cristianizada, y en los siglos siguientes se produjeron varias uniones de naciones escandinavas, sobre todo la Unión de Kalmar de Dinamarca, Noruega y Suecia, que duró más de 100 años hasta que el rey sueco Gustav I llevó a Suecia a la independencia. También se produjeron numerosas guerras entre las naciones, que configuraron las fronteras modernas. La unión más reciente fue la unión entre Suecia y Noruega, que finalizó en 1905.
En los tiempos modernos, la región ha prosperado, y las economías de los países se encuentran entre las más fuertes de Europa. Suecia, Dinamarca, Noruega, Islandia y Finlandia mantienen sistemas de bienestar considerados generosos, y las políticas económicas y sociales de los países se conocen como el "modelo nórdico".

## Historia

### Descripciones antiguas
Una descripción antigua clave de Escandinavia fue proporcionada por Plinio el Viejo, aunque sus menciones de Escandinavia y las zonas circundantes no siempre son fáciles de descifrar. Escribiendo en calidad de almirante romano, presenta la región septentrional declarando a sus lectores romanos que hay 23 islas "Romanis armis cognitae" ("conocidas por las armas romanas") en esta zona. Según Plinio, la "clarissima" ("más famosa") de las islas de la región es Scatinavia, de tamaño desconocido. Allí viven los Hilleviones'. La creencia de que Escandinavia era una isla se generalizó entre los autores clásicos durante el siglo I y dominó las descripciones de Escandinavia en los textos clásicos durante los siglos posteriores.
Plinio comienza su descripción de la ruta hacia Escatinavia refiriéndose a la montaña de Saevo (mons Saevo ibi), la bahía de Codanus ("Codanus sinus") y el promontorio Cimbriano. Los accidentes geográficos han sido identificados de diversas maneras. Según algunos estudiosos, se cree que Saevo es la costa montañosa de Noruega a la entrada de Skagerrak y que la península de Jutlandia es Skagen, el extremo norte de Jutlandia, Dinamarca. Como se ha descrito, Saevo y Escatinavia también pueden ser el mismo lugar.
Plinio menciona Escandinavia una vez más: en el Libro VIII dice que el animal llamado achlis (dado en acusativo, achlin, que no es latín) nació en la isla de Escandinavia. El animal pasta, tiene un gran labio superior y algunos atributos míticos.
El nombre Scandia, utilizado posteriormente como sinónimo de Scandinavia, también aparece en la Naturalis Historia (Historia Natural) de Plinio, pero se utiliza para un grupo de islas del norte de Europa que él sitúa al norte de Britannia. Scandia, por tanto, no parece denotar la isla Scadinavia en el texto de Plinio. La idea de que Escadinavia podría haber sido una de las islas Scandiae fue introducida por Ptolomeo (c. 90 - c. 168 d. C.), matemático, geógrafo y astrólogo del Egipto romano. Utilizó el nombre Skandia para referirse a la más grande y oriental de las tres islas Scandiai, que según él estaban situadas al este de Jutlandia.

### Edad vikinga
La era vikinga en Escandinavia duró aproximadamente del 793 al 1066 d. C. y vio a los escandinavos participar en incursiones, colonizaciones, conquistas y comercio a gran escala por toda Europa y más allá. El periodo fue testigo de una gran expansión del territorio conquistado por los escandinavos y de la exploración. Utilizando sus avanzados longships, llegaron hasta Norteamérica, siendo los primeros europeos en hacerlo. Durante esta época, los escandinavos se sintieron atraídos por las ciudades ricas, los monasterios y los pequeños reinos de ultramar en lugares como las islas británicas, Irlanda, la costa báltica y Normandía, todos ellos objetivos rentables para sus incursiones. Los escandinavos, principalmente de la actual Suecia, conocidos como varangios también se aventuraron hacia el este, en lo que hoy es Rusia, atacando a lo largo de las rutas comerciales fluviales. Durante este período también se produjo la unificación entre los diferentes reinos escandinavos culminando en el apogeo del Imperio del Mar del Norte que incluía grandes partes de Escandinavia y Gran Bretaña.
Esta expansión y conquista condujo a la formación de varios reinos, condados y asentamientos por toda Europa, como el Reino de las Islas, el Condado de las Orcadas, la York escandinava, el Danelaw, el Reino de Dublín, el Ducado de Normandía y el Rus de Kiev. Las islas Feroe, Islandia y Groenlandia también fueron colonizadas por los escandinavos durante esta época. Los normandos, rusos, isleños de las Feroe, islandeses y nórdicos-gaelos surgieron de estas expansiones escandinavas.

### La Edad Media
Durante un período de Cristianización y formación de estados en los siglos X-XIII, numerosos Germánicos se unificaron en tres reinos:
- Dinamarca, forjada a partir de las tierras de Dinamarca (incluyendo Jutlandia, Zelanda y Escania (Skåneland) en la península escandinava)[14]
- Suecia, forjada a partir de las tierras de Suecia en la Península Escandinava (excluyendo las provincias Bohuslän, Härjedalen, Jämtland y Idre y Särna, Halland, Blekinge y Scania de la actual Suecia, pero incluyendo la mayor parte de la actual Finlandia).
- Noruega (incluyendo Bohuslän, Härjedalen, Jämtland e Idre y Särna en la Península Escandinava y sus colonias insulares Islandia, Groenlandia, Islas Feroe, Shetland, Orkney, Isla de Man y las Hébridas).

Según el historiador Sverre Bagge, la división en tres reinos escandinavos (Dinamarca, Suecia y Noruega) tiene sentido desde el punto de vista geográfico, ya que bosques, montañas y tierras deshabitadas los dividían entre sí. El control de Noruega era posible gracias al poder marítimo, mientras que el control de los grandes lagos de Suecia permitía controlar el reino, y el control de Jutlandia bastaba para controlar Dinamarca. La zona más disputada era la costa de Oslo a Öresund, donde se encontraban los tres reinos.
Los tres reinos escandinavos se unieron en 1397 en la Unión de Kalmar bajo la reina Margarita I de Dinamarca. Suecia abandonó la unión en 1523 bajo el rey Gustavo I de Suecia. Tras la secesión de Suecia de la Unión de Kalmar, estalló una guerra civil en Dinamarca y Noruega, a la que siguió la Reforma protestante. Cuando las cosas se calmaron, se abolió el consejo privado noruego, que se reunió por última vez en 1537. En 1536, los reinos de Dinamarca y Noruega establecieron una unión personal que duró hasta 1814. De esta unión desigual surgieron posteriormente tres estados sucesores soberanos: Dinamarca, Noruega e Islandia.
Las fronteras entre los tres países adquirieron la forma que han tenido desde mediados del siglo XVII: En el Tratado de Brömsebro de 1645, Dinamarca-Noruega cedió a Suecia las provincias noruegas de Jämtland, Härjedalen e Idre y Särna, así como las islas bálticas de Gotland y Ösel (en Estonia). El Tratado de Roskilde, firmado en 1658, obligó a Dinamarca-Noruega a ceder a Suecia las provincias danesas de Escania, Blekinge, Halland, Bornholm y las provincias noruegas de Båhuslen y Trøndelag. El Tratado de Copenhague de 1660 obligó a Suecia a devolver Bornholm y Trøndelag a Dinamarca-Noruega, y a renunciar a sus recientes reclamaciones sobre la isla Funen..
En el este, Finlandia fue una parte plenamente incorporada a Suecia desde la época medieval hasta las guerras napoleónicas, cuando fue cedida a Rusia. A pesar de las numerosas guerras a lo largo de los años desde la formación de los tres reinos, Escandinavia ha estado política y culturalmente unida.

### Sindicatos escandinavos

La Unión de Kalmar (c. 1400)

Dinamarca-Noruega como nombre historiográfico se refiere a la antigua unión política formada por los reinos de Dinamarca y Noruega, incluyendo las dependencias noruegas de Islandia, Groenlandia y las Islas Feroe. El adjetivo y demónimo correspondiente es danonoruego. Durante la dominación danesa, Noruega conservó sus propias leyes, moneda y ejército, así como algunas instituciones como el canciller real. La antigua línea real de Noruega se había extinguido con la muerte de Olav IV en 1387, pero el hecho de que Noruega siguiera siendo una reino hereditario se convirtió en un factor importante para la dinastía Oldenburgo de Dinamarca-Noruega en sus luchas por ganar las elecciones como reyes de Dinamarca.
El Tratado de Kiel (14 de enero de 1814) disolvió formalmente la unión dano-noruega y cedió el territorio de Noruega propiamente dicho al rey de Suecia, pero Dinamarca conservó las posesiones noruegas de ultramar. Sin embargo, la resistencia generalizada de los noruegos ante la perspectiva de una unión con Suecia indujo al gobernador de Noruega, el príncipe heredero Christian Frederick (más tarde Christian VIII de Dinamarca), a convocar una asamblea constituyente en Eidsvoll en abril de 1814. La asamblea redactó una constitución liberal y eligió a Christian Frederick para el trono de Noruega. Tras una invasión sueca durante el verano, las condiciones de paz de la Convención de Moss (14 de agosto de 1814) especificaban que el rey Christian Frederik debía dimitir, pero Noruega mantendría su independencia y su constitución dentro de una unión personal con Suecia. Christian Frederik abdicó formalmente el 10 de agosto de 1814 y regresó a Dinamarca. El parlamento noruego Storting eligió al rey Carlos XIII de Suecia como rey de Noruega el 4 de noviembre.
El Storting disolvió la unión entre Suecia y Noruega en 1905, tras lo cual los noruegos eligieron al príncipe Carlos de Dinamarca como rey de Noruega: reinó como Haakon VII.

## Geografía
.

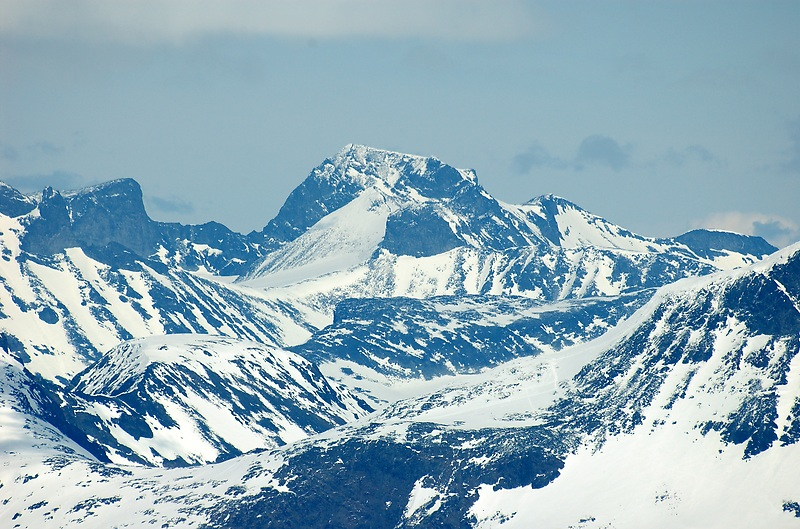
Galdhøpiggen es el punto más alto de Escandinavia y forma parte de las Montañas Escandinavas

La geografía de Escandinavia es muy variada. Destacan los fiordos noruegos, las montañas escandinavas que cubren gran parte de Noruega y partes de Suecia, las zonas llanas y bajas de Dinamarca y los archipiélagos de Finlandia, Noruega y Suecia. Finlandia y Suecia tienen muchos lagos y morrenas, legados del época glaciar, que terminó hace unos diez milenios.
Las regiones meridionales de Escandinavia, que son también las más pobladas, tienen un clima templado. Escandinavia se extiende al norte del círculo polar ártico, pero tiene un clima relativamente suave para su latitud debido a la Corriente del Golfo. Muchas de las montañas escandinavas tienen un clima de tundra alpina.
El clima varía de norte a sur y de oeste a este: en Dinamarca, en la parte más meridional de Suecia y a lo largo de la costa occidental de Noruega, hasta los 65°N, predomina un clima de costa occidental marina (Cfb) típico de Europa occidental, con nube orográfica que proporciona más mm/año de precipitaciones (<5000 mm) en algunas zonas del oeste de Noruega. La parte central -desde Oslo hasta Estocolmo- tiene un clima continental húmedo (Dfb), que da paso gradualmente a un clima subártico (Dfc) más al norte y a un clima marino fresco de la costa occidental (Cfc) a lo largo de la costa noroccidental. Una pequeña zona a lo largo de la costa norte al este del Cabo Norte tiene clima de tundra (Et) como resultado de la falta de calor estival. Las montañas escandinavas bloquean el aire suave y húmedo procedente del suroeste, por lo que el norte de Suecia y la meseta Finnmarksvidda de Noruega reciben pocas precipitaciones y tienen inviernos fríos. Grandes zonas de las montañas escandinavas tienen clima de tundra alpina.
La temperatura más cálida jamás registrada en Escandinavia es de 38,0 °C en Målilla (Suecia). La temperatura más fría jamás registrada es de -52. 6 °C en Arjeplog (Suecia). El mes más frío fue febrero de 1985 en Vittangi (Suecia) con una media de -27,2 °C.
Los vientos del suroeste, calentados además por el viento foehn, pueden dar temperaturas cálidas en los estrechos fiordos noruegos en invierno. Tafjord ha registrado 17,9 °C en enero y Sunndal 18,9 °C en febrero.

## Uso del concepto de Escandinavia en otros países
En español, el término Escandinavia puede tener distintos significados y referirse a:
- Los Estados continentales de lengua mayoritariamente escandinava: Dinamarca (incluyendo a las Islas Feroe), Noruega y Suecia.
- Todos los países nórdicos: Dinamarca (incluyendo a las Islas Feroe y Groenlandia), Finlandia (incluyendo a Åland), Islandia, Noruega, Suecia.

Al mismo tiempo, la percepción externa es también variada:
- Desde el punto de vista alemán, los países que conforman Escandinavia son Finlandia, Noruega y Suecia, pero Dinamarca no es parte de ella.
- Desde el punto de vista inglés, Noruega y Suecia conforman Escandinavia, que a veces es considerada parte de la región báltica.
- Desde el punto de vista español, la acepción más extendida es, quizás (aunque incorrecta, tanto desde el punto de vista geográfico como desde el cultural), la que incluye a Finlandia (la cual, si bien mayoritariamente es de lengua urálica, tiene también el sueco como idioma cooficial, aunque solo el 5,6 % de la población posee este como lengua materna).

En todo caso, todos los territorios que se pueden incluir están representados en el Consejo Nórdico, que incluye áreas como Groenlandia, que, si bien ha sido colonizada por escandinavos (y todavía depende políticamente, en forma de posesión, de Dinamarca), tiene una cultura y población propias y no suele considerarse parte de Escandinavia, ya que ni siquiera es un territorio europeo sino que es parte del continente americano. Así pues, todos ellos son nórdicos.
Asimismo, la expresión países nórdicos se refiere, sin confusión alguna, a: Dinamarca, Finlandia, Islandia, Noruega y Suecia.

## Historia del vocablo Escandinavia
El término Escandinavia fue empleado por primera vez por el historiador romano Plinio el Viejo (23-79 d. C.) bajo la forma Scandia, quien llamó así a la tierra central, y, a las islas, Scadinauia, vocablo formado probablemente por las antiguas palabras germánicas skadin ('daño', 'peligro') y auio ('isla'). El origen de esta palabra ha permanecido en nombres locales, como, por ejemplo, Skåne (o Escania).

## Idiomas
En la península escandinava han coexistido desde la prehistoria dos grupos lingüísticos: las lenguas germánicas del norte (lenguas escandinavas) y las lenguas sami.
La mayor parte de la población de Escandinavia (incluidas Islandia y las Islas Feroe) deriva hoy en día su lengua de varias tribus germánicas del norte que antaño habitaban el sur de Escandinavia y hablaban una lengua germánica que evolucionó hasta el nórdico antiguo y de éste al danés, sueco, noruego, feroés e islandés. Las lenguas danesa, noruega y sueca forman un continuo dialectal y se conocen como lenguas escandinavas, todas ellas consideradas mutuamente inteligibles entre sí. El feroés y el islandés, a veces denominados lenguas escandinavas insulares, sólo son inteligibles con las lenguas escandinavas continentales en una medida limitada.
Una pequeña minoría de escandinavos es el pueblo sami, concentrado en el extremo norte de Escandinavia.
Finlandia está poblada principalmente por hablantes de finés, con una minoría de aproximadamente el 5 % de hablantes con lengua madre sueca. Sin embargo, el finlandés también se habla como lengua minoritaria reconocida en Suecia, incluso en variedades distintivas, a veces conocidas como Meänkieli. El finlandés está lejanamente emparentado con las lenguas sami, pero su origen es totalmente distinto al de las lenguas escandinavas.
El alemán (en Dinamarca), el yiddish y el romaní son lenguas minoritarias reconocidas en algunas partes de Escandinavia. Las migraciones más recientes han añadido aún más lenguas. Aparte del sami y de las lenguas de grupos minoritarios que hablan una variante de la lengua mayoritaria de un Estado vecino, las siguientes lenguas minoritarias de Escandinavia están protegidas por la Carta Europea de las Lenguas Regionales o Minoritarias: El yiddish, el chib/romaní y el romaní.